# Shaun Sutton
Shaun Alfred Graham Sutton (14 de octubre de 1919 – 14 de mayo de 2004) fue un guionista, director, y productor televisivo de nacionalidad británica, con una carrera en el medio que abarcó desde la década de 1950 a la de 1990. Su puesto de mayor relevancia fue el de Director Dramático de BBC Television desde finales de los años sesenta hasta 1981, siendo el profesional que más tiempo ocupó el cargo.

## Primeros años
Nacido en Hammersmith, Londres, su padre, Graham Sutton, fue crítico teatral y novelista, así como profesor de la Latymer Upper School, donde el mismo Sutton se educó. Su madre fue actriz, y Sutton siguió los pasos de ella ingresando en una escuela dramática tras dejar Latymer. Sin embargo, el inicio de la Segunda Guerra Mundial interrumpió su carrera, y hubo de ingresar en la Royal Navy, entrando en acción en el Mediterráneo y consiguiendo el empleo de Teniente.
Tras el final de la contienda Sutton volvió al teatro, aunque cada vez más dedicado a la escritura y a la producción en vez de a la actuación, probablemente según consejo de su madre. A mediados de la década de 1940 conoció a la actriz Barbara Leslie, con la que se casó, permaneciendo unidos hasta el fallecimiento de Sutton. 

## Carrera televisiva
Sutton se pasó a la televisión, el medio con el que quedó siempre asociado, en 1952, formando parte del departamento dramático de la BBC. Tuvo particular éxito con series infantiles, escribiendo y dirigiendo Queen's Champion (1958) y Bonehead (1960). 
En 1963 el nuevo director dramático de la BBC, Sydney Newman, le ofreció producir Doctor Who, oferta que Sutton declinó aceptar. Una de las razones para descartar esa oportunidad fue que en esa época Sutton estaba consiguiendo renombre por su trabajo en producciones dramáticas enfocadas a los adultos, dirigiendo episodios de la serie policiaca Z-Cars a partir del año 1962. También dirigió otras series dramáticas hasta 1966 como The Last Man Out, The Troubleshooters y el spin-off de Z-Cars Softly, Softly, tras lo cual asecendió en el departamento dramático sucediendo a Gerald Savory como director de seriales.
En este cargo Sutton ordenó y supervisó algunas de las más prestigiosas producciones dramáticas de la BBC en esa época, entre ellas la adaptación de la obra de John Galsworthy La Saga de los Forsyte, producida en 1967, una de la producciones de mayor éxito de toda la historia de la cadena. Tras dejar Sydney Newman la BBC a finales de 1967, Sutton fue designado para  dirigir las producciones dramáticas a la vez que seguía como director de seriales y, a partir de 1969, con plena dedicación a su nueva función.
En los siguientes doce años ocupó el puesto, hasta 1981, supervisando la totalidad de la producción dramática de la BBC en la década de 1970. Esta época es una de las de mayor éxito de la BBC, descrita por The Guardian como "la edad de oro en la que la televisión dramática alcanzó su cénit".
El mandato de Sutton consiguió éxitos en muchos estilos y géneros diferentes, desde series como Z-Cars y Doctor Who a la ecléctica mezcla de estilos e historias de Play for Today, pasando por seriales de prestigio como The Six Wives of Henry VIII (1970), Yo, Claudio (1976) y la producción escrita por Dennis Potter Pennies From Heaven (1978). Sin embargo, hubo momentos bajos, tales como la fallida Churchill's People (1974), una serie basada en la obra de Winston Churchill A History of the English Speaking Peoples, así como dos entregas de Play for Today, Brimstone and Treacle (1976, escrita por Dennis Potter), y Scum (1978, escrita por Roy Minton).
En el momento de abandonar su cargo en 1981, Sutton estaba bien considerado por sus logros, y a partir de entonces no le faltó trabajo en el departamento, volviendo a las tareas de producción, trabajando en el programa BBC Television Shakespeare, el cual había sido iniciado por el productor Cedric Messina. Sutton produjo todos los capítulos de la serie desde 1982 a 1986. 
Sutton siguió trabajando como productor a finales de los años ochenta, principalmente en adaptaciones teatrales para BBC Two. Su último trabajo como productor fue una adaptación de la novela de Mary Stewart Merlin of the Crystal Cave en 1991, tras lo cual se retiró a Norfolk, donde él y su mujer tenían una propiedad desde 1970.

## Galardones. Vida privada
1979 Sutton fue nombrado oficial de la Orden del Imperio Británico (OBE) por sus servicios a la radiodifusión, y en 1982 publicó un libro, The Largest Theatre in the World, sobre sus experiencias en el departamento dramático de la BBC.
Casado con Barbara Leslie desde 1948 hasta su fallecimiento en 2004, la pareja tuvo cuatro hijos. Sutton falleció en Norfolk, Inglaterra, a causa de una breve enfermedad.